# Funkstandort
Als Funkstandort (englisch radio fix) wird der durch Funknavigation ermittelte momentane Standort eines Flugzeugs oder Schiffs bezeichnet.
Der Funkstandort ergibt sich aus Richtungspeilungen zu mindestens zwei NDB-Funkfeuern, die rechnerisch miteinander und der Erdoberfläche geschnitten werden. Grafisch bestimmt man den Standort, indem man die Peilungen als Funkstandlinien (englisch line of position, LOP) auf die Karte überträgt. Wo sich diese Geraden schneiden, ist die eigene Position zum Zeitpunkt der Peilungen.
In der Funknavigation werden alle Peilungen (englisch bearing) bzw. der Kurs über Grund (englisch track) grundsätzlich als missweisende Richtungen angegeben (engl. magnetic bearing, MB / magnetic track, MT) angegeben. Auch die Funknavigationskarte enthält missweisende Kurse.
Ausnahme: Nur das Eintragen von Funkstandlinien (LOP) in die normale Flugnavigations- bzw. Seekarte erfolgt mit rechtweisenden Kursen, da diese Karten nach den geografischen Meridianen ausgerichtet sind. Der Korrekturwinkel ist die magnetische Missweisung (Deklination).
Korrektur in der Grafik:

Winkel RB1 zieht sich von der Flugrichtung (TH) im Uhrzeigersinn bis LOP1 und beträgt 310°.

Folglich ist in der Rechnung nebenan TH + RB1 = TB zu setzen:

120° + 310° = 430° und 430° - 360° = 70°